# Stateczność (mechanika)
Stateczność jest taką właściwością układu mechanicznego, która polega na tym, że układ ten samodzielnie powraca do stanu równowagi statycznej w przypadku, gdy został on z tego stanu wytrącony. Powrotowi temu zazwyczaj towarzyszą zanikające oscylacje wokół położenia równowagi statycznej.
Jeśli układ po wytrąceniu go ze stanu równowagi statycznej w dalszym ciągu się od niego oddala – nazywany jest niestatecznym.
Miarą stateczności układu  może być:
- czas zanikania zakłócenia stanu równowagi statycznej,
- liczba wykonanych oscylacji w trakcie tego zanikania.

Często stosowaną miarą niestateczności jest czas podwojenia wielkości zakłócenia stanu równowagi.
Stateczność układu jest określeniem merytorycznie tożsamym ze stabilnością układu automatycznej regulacji. Używane jest powszechnie w takich dziedzinach jak np. lotnictwo (mechanika lotu),  wytrzymałość materiałów (wyboczenie, zwichrzenie).